# Азиза (имя)
Ази́за (араб. عزيزة‎ [ази́зах]) — женское имя арабского происхождения. Происходит от мужского имени Азиз, которое в переводе с арабского означает «великий; дорогой; укрепитель». Д. Г. Зайнуллин женский вариант переводит с арабского на русский также как «могучая; дорогая; святая, священная, небесная».
Распространено у многих народов, исповедующих ислам. В частности, встречается в лезгинском, карачаево-балкарском, кумыкском, лакском языках. Женский аналог был популярным и среди барабинско-турашских татар.
Сокращённым вариантом имени Азиза является Заза.